# فاتح بهند
فاتح بهند (به انگلیسی: Fateh Bhand) یک شهرک در پاکستان است که در ناحیه گجرات واقع شده‌است.